# Zaiger's Genetics
Het familiebedrijf Zaiger's Genetics, gevestigd te Modesto (Californië), is gespecialiseerd in de veredeling van vruchtbomen.
Het bedrijf richt zich op de ontwikkeling van nieuwe onderstammen en nieuwe fruitrassen in de gewassen appel, peer, kers, amandel, abrikoos, pruim, perzik en nectarine en op de ontwikkeling van enkele meer of minder complexe kruisingen van fruitsoorten, zoals tussen abrikoos en pruim (Aprium); tussen nectarine en pruim (Pluot); tussen nectarine en abrikoos (Nectarcot) en tussen perzik, abrikoos en pruim (Peacotum).
Zaiger's Genetics heeft ruim 90 patenten in de Verenigde Staten. Het bedrijf is bezig de gepatenteerde rassen meer te gaan kweken op andere bedrijven.
In 2009 werd bedrijfsleider Floyd Zaiger door Fast Company genoemd in de "top tien van meest creatieve mensen in voedsel".